# Life Savers
Life Savers est une marque commerciale de confiseries issues de l'industrie agroalimentaire. La marque est la propriété du groupe nord-américain Mars Incorporated

## Description

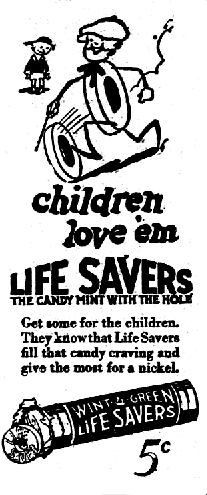
Publicité des États-Unis en 1922 pour « Wint-O-Green » : « Les enfants les aiment. Life Savers, Les bonbons à la menthe avec le trou ».

Life Savers est fondée en 1912 par Clarence Crane, confiseur de Cleveland et père du poète Hart Crane. En 1913, Crane revend les droits à Edward Noble. Noble fait du bonbon un succès en changeant l'emballage cartonné pour de l'aluminium afin de conserver le goût.
Ces bonbons sont caractérisés par leur forme en anneau et leur goût fruité ainsi que par leur emballage en papier d'aluminium et ses paquets de 14 bonbons.
Life Savers était une filiale de Kraft Foods avant d'être achetée par Wrigley en 2004, désormais filiale du groupe Mars Incorporated.